# Föderaler Öffentlicher Dienst Justiz
Der Föderale Öffentliche Dienst Justiz (Abkürzung FÖD Justiz, niederländisch Federale Overheidsdienst (FOD) Justitie, französisch Service public fédéral (SPF) Justice) ist das Justizministerium des Königreichs Belgien. Er ist einer der Föderalen Öffentlichen Dienste in Belgien. Behördensitz ist Brüssel in der Region Brüssel-Hauptstadt. Behördenleiterin ist die Ministerin Annelies Verlinden (CD&V).
Bis 2001 hieß die Behörde Justizministerium. Das Ministerium wurde per königlicher Order (Arrêté royal) vom 23. Mai 2001 im Zuge der Aktivitäten des Kabinetts Verhofstadt I zur Modernisierung der Staatsverwaltung gegründet (Copernicushervorming von 1999). Die Reform wurde zum 15. Juli 2002 formell abgeschlossen.